# Chiesa dei Sacri Cuori di Gesù e Maria (Roma)
La chiesa dei Sacri Cuori di Gesù e Maria è un luogo di culto cattolico di Roma, situato nel quartiere Trieste, in via Magliano Sabina.

## Storia
È stata costruita durante gli anni cinquanta del XX secolo su progetto degli architetti Mario Paniconi e Giulio Pediconi, e consacrata dall'arcivescovo Luigi Traglia, vicegerente della diocesi di Roma, il 18 marzo 1957.
La chiesa è sede della parrocchia omonima, eretta il 13 luglio 1950 con il decreto del cardinale vicario Francesco Marchetti Selvaggiani “Universo gregi”. Il 17 maggio 1985 la chiesa ha ricevuto la visita di Giovanni Paolo II.
Dal 14 febbraio 2015 insiste su di essa il titolo cardinalizio dei Sacri Cuori di Gesù e Maria a Tor Fiorenza.

## Descrizione

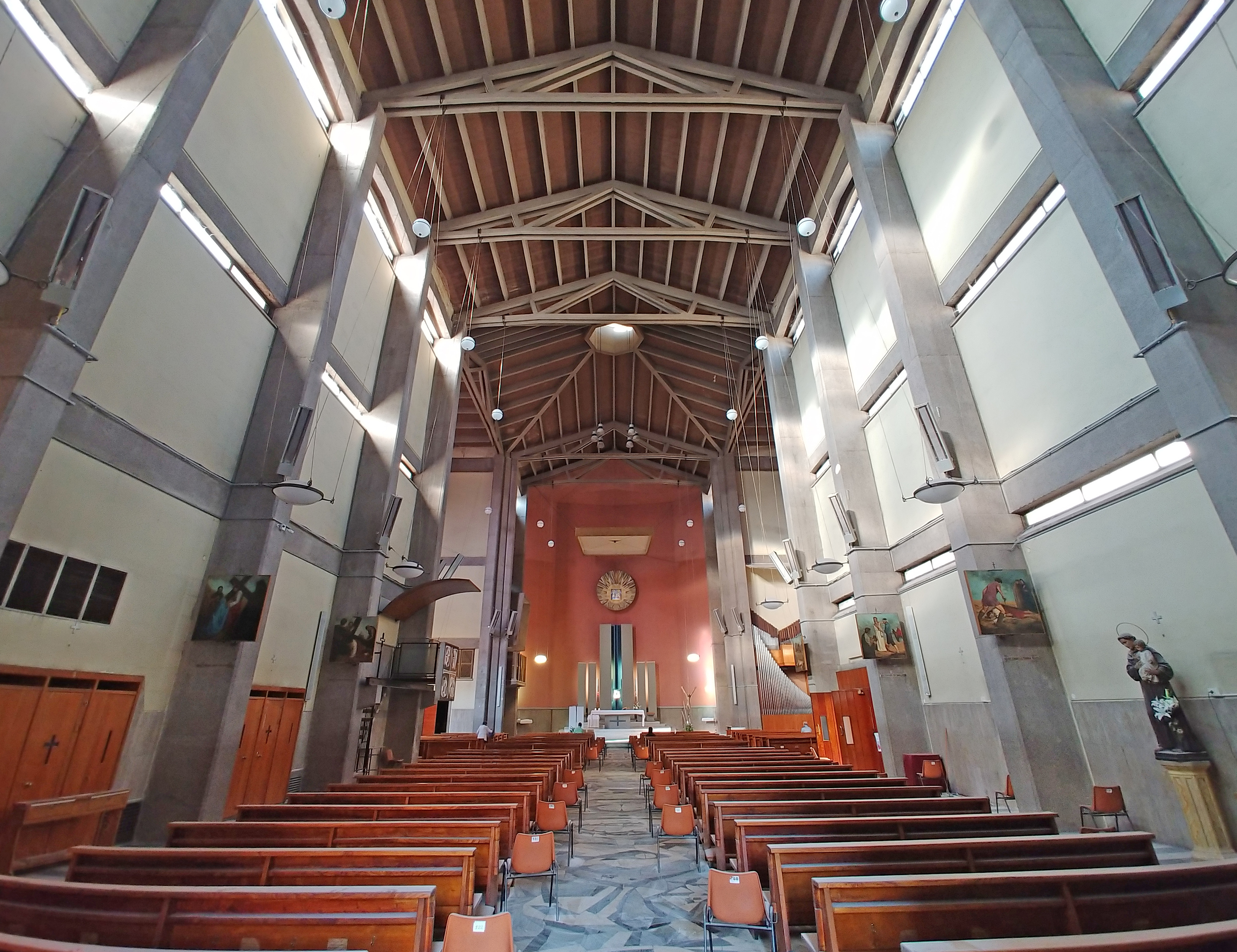
L'interno

La facciata è in mattoni a vista, suddivisa in tre ordini da fasce orizzontali di travertino. Caratteristico è il protiro stilizzato, con una terracotta sullo sfondo opera di Alfio Castelli, raffigurante la Crocifissione. In cima alla facciata è lo stemma di papa Pio XII.
L'interno è a navata unica, molto alta, a croce latina: caratteristico è il soffitto a capriate in cemento armato. Nell'abside, sopra il moderno tabernacolo, è posto un mosaico policromo, con la raffigurazione di Gesù e Maria che mostrano i loro cuori. L'altar maggiore, come l'ambone, è stato da poco installato ed è in un vistoso stile moderno. La Via Crucis alle pareti è di Sergio Marcelli.